# Лук длинностолбиковый
Лук длинностолбиковый (лат. Allium dolichostylum) — многолетнее травянистое растение, вид рода Лук (Allium) семейства Луковые (Alliaceae).

## Распространение и экология
В природе ареал вида охватывает Тянь-Шань и Памиро-Алай (Алайский хребет). Эндемик.
Произрастает на каменистых и щебнистых склонах среднего пояса гор.

## Ботаническое описание
Луковицы удлинённо-конические или яйцевидно-конические, толщиной 0,5—1,5 см, длиной 1,5—4 см, по 1—3 прикреплены к косому корневищу, с бурыми сетчатыми оболочками. Стебель высотой 30—70 см, на четверть или на треть одетый гладкими, реже шероховатыми влагалищами листьев.
Листья в числе 4—5, линейные, шириной 1,5—4 мм, желобчатые, обычно по краю шероховатые, короче стебля.
Зонтик обычно полушаровидный, реже пучковато-полушаровидный или почти шаровидный, многоцветковый, густой. Листочки узкоколокольчатого околоцветника розовые, с более тёмной жилкой, длиной 5—9 мм, равные, оттянутые, острые, внутренние — ланцетные или линейно-ланцетные, наружные — продолговато-ланцетные или ланцетные. Нити тычинок равны или едва длиннее листочков околоцветника, сросшиеся, цельные, наружные треугольно-шиловидные, внутренние узко-треугольные; пыльники обычно жёлтые. Столбик выдается из околоцветника.
Коробочка с почти округлыми выемчатыми створками, в 2 раза короче околоцветника.

## Таксономия
Вид Лук длинностолбиковый входит в род Лук (Allium) семейства Луковые (Alliaceae) порядка Спаржецветные (Asparagales).
|  |                                      |  |                                                             |                                                             |                   |  | ещё 24 семейства (согласно Системе APG II) | ещё 24 семейства (согласно Системе APG II) |                           |  |  |  | ещё более 870 видов |
|  |                                      |  |                                                             |                                                             |                   |  | ещё 24 семейства (согласно Системе APG II) | ещё 24 семейства (согласно Системе APG II) |                           |  |  |  | ещё более 870 видов |
|  |                                      |  |                                                             | порядок Спаржецветные                                       |                   |  |                                            |                                            | род Лук                   |  |  |  |                     |
|  |                                      |  |                                                             | порядок Спаржецветные                                       |                   |  |                                            |                                            | род Лук                   |  |  |  |                     |
|  | отдел Цветковые, или Покрытосеменные |  |                                                             |                                                             | семейство Луковые |  |                                            |                                            | вид Лук длинностолбиковый |  |  |  |                     |
|  | отдел Цветковые, или Покрытосеменные |  |                                                             |                                                             | семейство Луковые |  |                                            |                                            |                           |  |  |  |                     |
|  |                                      |  | ещё 44 порядка цветковых растений (согласно Системе APG II) | ещё 44 порядка цветковых растений (согласно Системе APG II) |                   |  |                                            | ещё около 300 родов                        | ещё около 300 родов       |  |  |  |                     |
|  |                                      |  |                                                             | ещё 44 порядка цветковых растений (согласно Системе APG II) |                   |  |                                            |                                            | ещё около 300 родов       |  |  |  |                     |